# Марангоз
Дърводелец (на турски: marangoz) e професионалист който се занимава с Дърводелство. 
Дърворезбар или марангоз е остаряло название за майстор на художествена обработка на дърво, резбар. Специфично е за времената до XIX век, когато зографството и резбарството са се развивали заедно и много от добрите майстори иконописци, а също и строители, са се занимавали и с дърворезба. С разрастването на работата им през XIX век се наблюдава и по-тясна специализация.
Също както се случва с названието „зограф“ (например при Захари Зограф), някои от майсторите резбари започват да прибавят названието „марангоз“ (или негова производна) към името си, или направо да го приемат за фамилно име. Известни такива резбари са Йонко Матеев-Марангозчията (1813-1891), Генчо Марангозов (1881-1924), Добри Марангозчията, Иван Марангозчето (Иван Христов Стрехулов) и други.